# ALMASat-1
ALMASat-1 (acronimo di ALma MAter SATellite) è un microsatellite sviluppato dall'Università di Bologna per scopi dimostrativi che possano risultare utili per missioni di osservazione della Terra. Il progetto è stato finanziato dal Ministero dell'Istruzione, dell'Università e della Ricerca.
Il satellite ha la forma di un parallelepipedo ed è fatto di alluminio di alta qualità e rinforzato con otto piastre in acciaio inossidabile. Le celle solari sono montate su quattro lati del parallelepipedo.
Lo sviluppo dell'ALMASat-1 è cominciato nel 2003. Il lancio avrebbe dovuto essere effettuato con un vettore Dnepr, ma fu poi eseguito con il lancio inaugurale di Vega assieme ad altri 8 satelliti. Lo scopo principale del satellite è di misurare l'accuratezza del sistema di puntamento a 3 assi.